# Kumkiejmy Przednie
Kumkiejmy Przednie (deutsch Vorder Kumkeim) ist ein Ort in der polnischen Woiwodschaft Ermland-Masuren. Er gehört zur Landgemeinde Górowo Iławeckie (Landsberg) im Powiat Bartoszycki (Kreis Bartenstein) – bis 1945 zum Kreis Preußisch Eylau in Ostpreußen.

## Geographische Lage
Kumkiejmy Przednie lliegt vier Kilometer südlich der polnisch-russischen Staatsgrenze im Nordwesten der Woiwodschaft Ermland-Masuren. Bis zur ehemaligen und heute auf russischem Gebiet gelegenen ehemaligen Kreisstadt Preußisch Eylau (russisch Bagrationowsk) sind es acht Kilometer in nordöstlicher Richtung, und die jetzige Kreismetropole Bartoszyce (deutsch Bartenstein) liegt 20 Kilometer in südöstlicher Richtung entfernt.

## Geschichte
Lediglich ein paar kleine Höfe bildeten den Abbau Zimmermann, der vor 1843 gegründet und am 19. Dezember 1843 den Namen Vorder Kumkeim erhielt. Der Ort gehörte zur Gemeinde Kumkeim (polnisch Kumkiejmy) im ostpreußischen Kreis Preußisch Eylau und zählte im Jahre 1910 13 Einwohner.
Mit dem gesamten südlichen Ostpreußen kam Vorder Kumkeim 1945 in Kriegsfolge zu Polen. Das kleine Dorf erhielt die polnische Namensform „Vorder Kumkeim“ und ist heute ein Teil der Ortschaft Wokiele (Wokellen) innerhalb der Gmina Górowo Iławeckie (Landgemeinde Landsberg) im Powiat Bartoszycki (Kreis Bartenstein), von 1975 bis 1998 der Woiwodschaft Allenstein, seither der Woiwodschaft Ermland-Masuren zugehörig.

## Religion
Mit Kumkeim war Vorder Kumkeim bis 1945 in das Kirchspiel der evangelischen Kirche Eichhorn (polnisch Wiewiórki) in der Kirchenprovinz Ostpreußen der Kirche der Altpreußischen Union eingegliedert.
Heute gehört Kumkiemy Przednie zur Kirche Gałajny (Gallehnen), die eine römisch-katholische Kirche im Erzbistum Ermland ist.

## Verkehr
Kumkiejmy Prezdnie liegt an einer Nebenstraße, die von Wokiele (Wokellen) über Dulsin (Dulzen) und Kierno (Körnen) bis an die polnisch-russische Grenze verläuft, und vor 1945 weiter bis nach Klein Dexen (heute russisch Furmanowo) führte. Eine Bahnanbindung besteht nicht.